# 伊佐弘
伊佐 弘（いさ ひろむ、1943年1月16日 - ）は、日本の電気工学・電気エネルギー工学者。大阪工業大学名誉教授。元電気設備学会理事・関西支部長。電気学会上級会員。京都市出身。
専門は、電気電子材料工学（特に固体絶縁物）・電気設備、電気エネルギー工学（特にパルスパワー・燃料電池）。

## 略歴
1966年京都大学工学部電気工学科卒業。1968年京都大学大学院工学研究科電気工学専攻修士課程修了。同大学助手などを経て、1980年工学博士（京都大学）。1982年大阪工業大学工学部電気工学科に講師として着任。1983年から1984年までNASAラングレー研究センターのリサーチサイエンティストも務める。1984年同学科助教授。1990年同学科教授。2002年同学部電気電子システム工学科教授。2008年大阪工業大学名誉教授。
大阪工業大学工学部（電気工学科・電気電子システム工学科）にて25年以上の長きに渡り教鞭をとり、電気電子材料工学・パルスパワー工学の研究・育成に尽力した。
主な所属学会は、電気学会、IEEE、電気設備学会など。主な受賞は、電気学会学術振興賞(論文賞、1982)。
主な著書は、基礎電気回路（共著、森北出版1995、学術書）、パルスパワー工学の基礎と応用（分担執筆、近代科学社1993、学術書）。

## 主な研究
- 雷インパルス電圧による大気圧空気の絶縁破壊現象の観察
- 大気中棒対平板電極に発生する交流コロナ放電の性質について
- 真空中での固体絶縁物表面に発生するフラッシオーバーに関する研究 - NASAラングレー研究センターとの共同研究
- スパッタリング法による薄膜型固体電解質燃料電池の特性[7]
- プラズマ化学気相成長法による燃料電池用固体電解質薄膜の特性[8]